# Boris Sanson
Boris Sanson (n. 7 decembrie 1980, Bordeaux, Franța) este un scrimer francez, medaliat olimpic. A participat la o ediție a Jocurilor Olimpice (2008) în care a câștigat o medalie de aur.

## Participări
Lista de mai jos prezintă principalele competiții la care a participat Boris Sanson de-a lungul carierei.
- Sabie masculin pe echipe la Jocurile Olimpice de vară din 2008